# Yi San-hae
Yi Sanhae (coreano: 이산 해, 李山海, 1539 ~ 1609) foi político, acadêmico e escritor coreano do período Joseon. Ele serviu como Conselheiro Chefe de Estado de 1590-1592 e 1600-1602. Yi foi membro do grupo político os orientais e quando esta se dividiu em nortistas e sulistas.